# Нулевой звук
Нулевой звук — высокочастотные моды распространения волн в ферми-жидкости в условиях, когда в системе не успевает установиться термодинамическое равновесие. Волны нулевого звука не являются волнами сжатия и растяжения, при его распространении плотность остаётся постоянной, однако изменяется статистическое распределение частиц. Термин «нулевой звук» предложил Л. Д. Ландау. Этот термин связан с тем, что такие волны могут распространяться при абсолютном нуле температуры. 
Нулевой звук возникает в случае, когда {\displaystyle \omega \tau \gg 1}, где {\displaystyle \omega } — частота колебаний, {\displaystyle \tau } — время между столкновениями частиц. {\displaystyle \tau } обратно пропорционально квадрату температуры, поэтому при нулевой температуре оно стремится к бесконечности, способствуя выполнению условия распространения нулевого звука.
При распространении нулевого звука поверхность Ферми в ферми-жидкости деформируется и приобретает вид эллипсоида, вытянутого в направлении распространения волны.